# 122. вечити дерби у фудбалу
122. вечити дерби у фудбалу је фудбалска утакмица одиграна у Београду 17. априла 2004. године, између Црвене звезде и Партизана. Утакмица се завршила резултатом 0 : 0.